# Trymå (pelare)

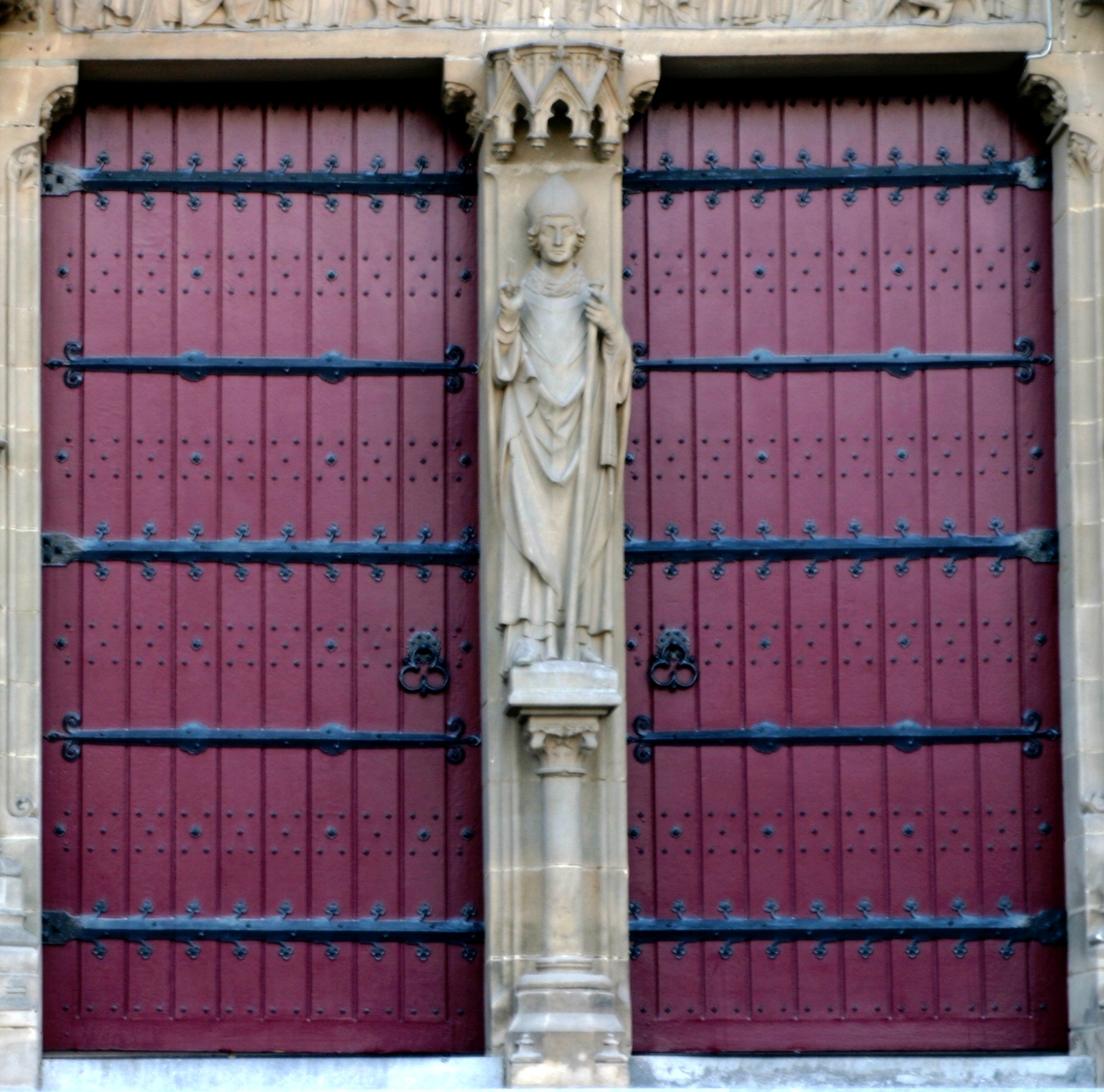
Trymå (pelare) i kyrkan Saint-Martin i Arlon.

Trymå är en pelare eller kolonn av sten, som bär upp mitten av en tympanon.